# Kartause Freiburg

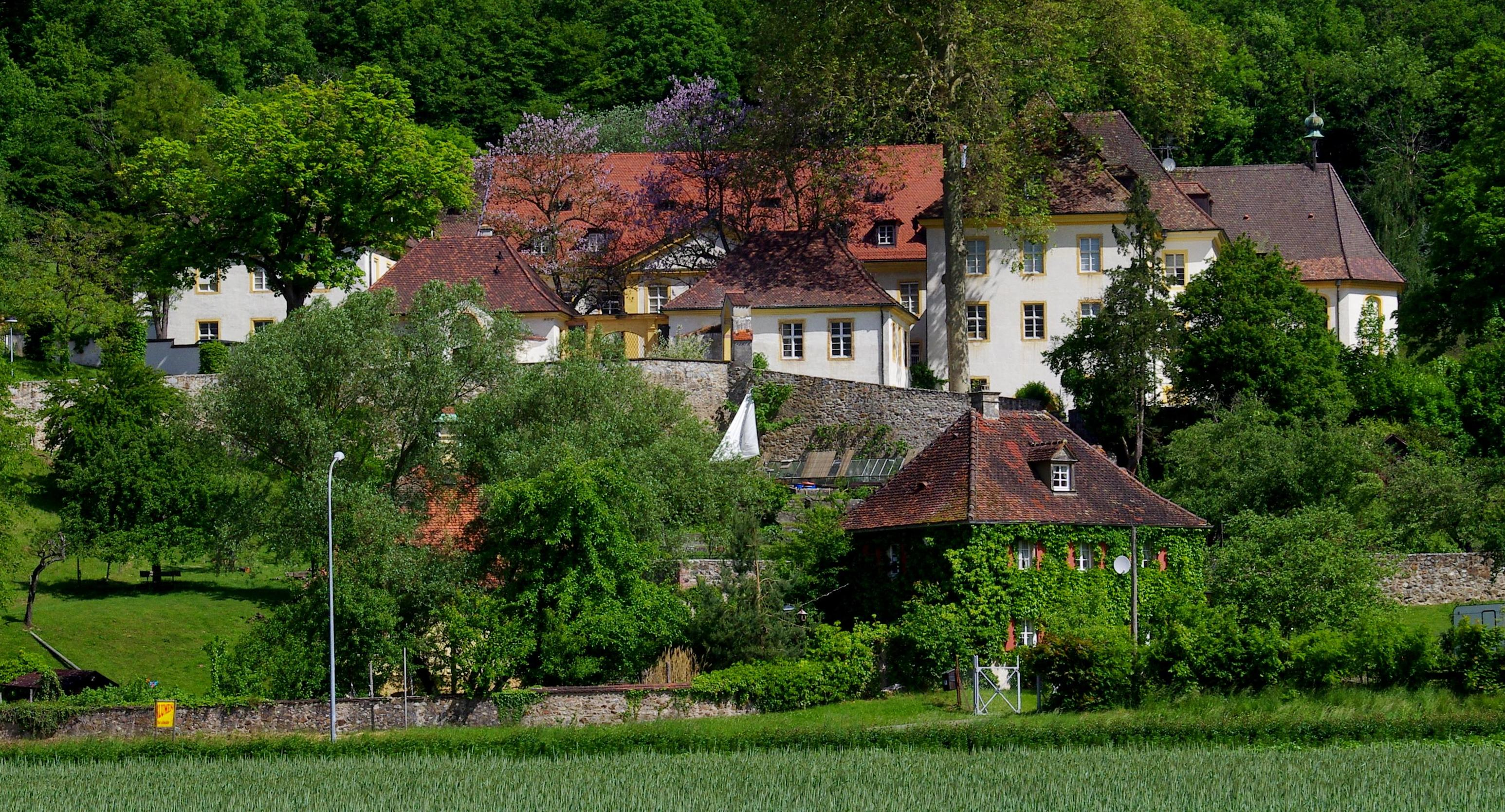
Blick von der Dreisam auf die Gesamtanlage (2012)

Die Kartause Freiburg ist ein ehemaliges Kloster des Kartäuserordens im Stadtteil Waldsee der Stadt Freiburg im Breisgau. Die Freiburger Kartause trug den Namen „Sankt Johannis des Täufers Berg“ in Erinnerung an die Gründung der ersten Kartause Grande Chartreuse bei Grenoble am Johannistag, dem 24. Juni, sowie zu Ehren des Stifters Johannes Snewlin, genannt der Gresser.

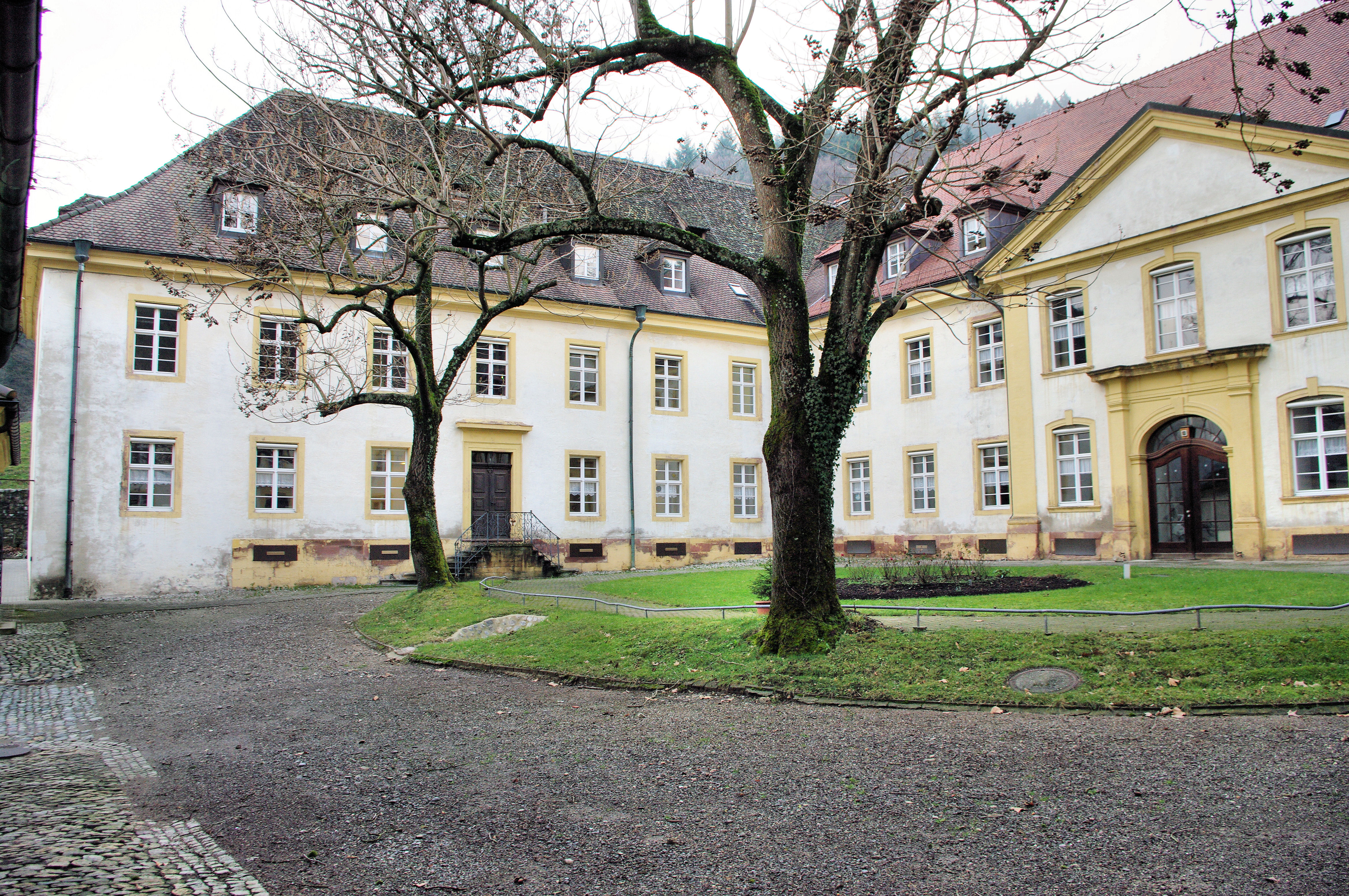
Kartause in Freiburg, Innenhof (2009)

## Geschichte

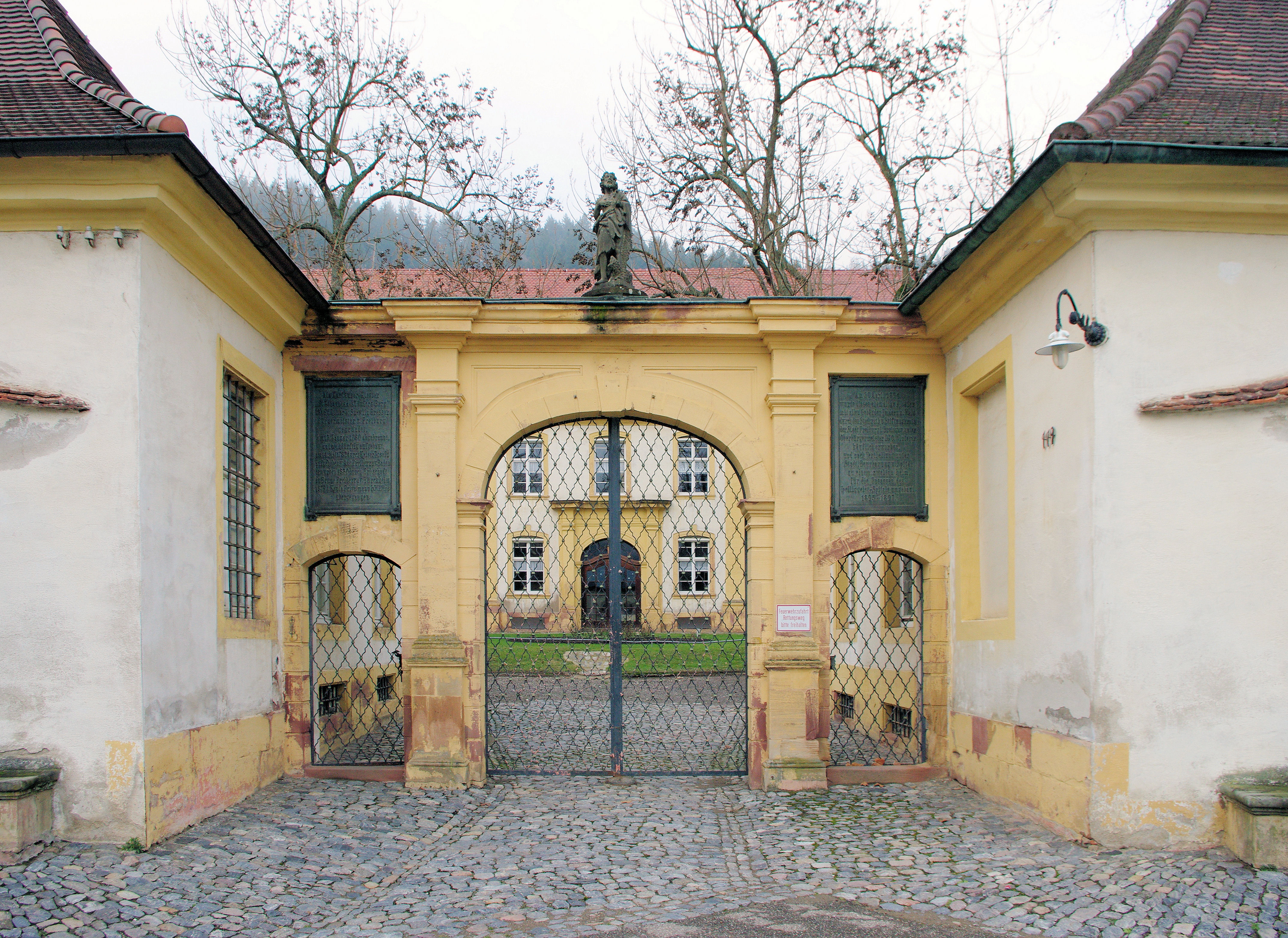
Eingang zur Kartause (2009)

### Kartäuserkloster
Als Stiftung eines Privatmannes, des Freiburger Bürgermeisters und Ritters Johannes Snewlin, genannt der Gresser, wahrscheinlich im Jahr 1345, hatte die Kartause bei Freiburg zunächst nur bescheidene Ausmaße mit anfänglich lediglich zwei Mönchszellen. Snewlins Stiftung umfasste ein Grundstück am Mußbach unterhalb von Sankt Ottilien, welches der Rat der Stadt den Mönchen 1346 übereignete. Nach dem Tod des Stifters 1347 erweiterten die Mönche die Anlage auf fünf Zellen. Der Ordensregel gemäß waren diese Zellen einzelne durch Mauern oder hohe Hecken getrennte Einzelbauten. Durch weitere Stiftungen erhöhte sich die Anzahl der Zellen auf zwölf. Im frühen 16. Jahrhundert wurde die Anlage durch Refektorium und Kirche erweitert. Das Kirchengebäude, im spätgotischen Stil mit Kreuzrippengewölbe und Strebepfeilern errichtet, besaß prachtvolle Fenster nach Entwürfen des schwäbischen Malers Hans Baldung Grien. Zu ihrer Blütezeit unterhielt die Kartause enge Kontakte zur Freiburger Universität. Von 1502 bis 1525 war Gregor Reisch, einer der bedeutenden Vertreter der Spätscholastik und Professor an der Freiburger Universität, Prior des Klosters. Das Kloster unterstützte bedürftige Studenten und erhielt zugleich finanzielle Zuwendungen und vermehrt Zuwachs an Novizen aus dem universitären Umfeld.

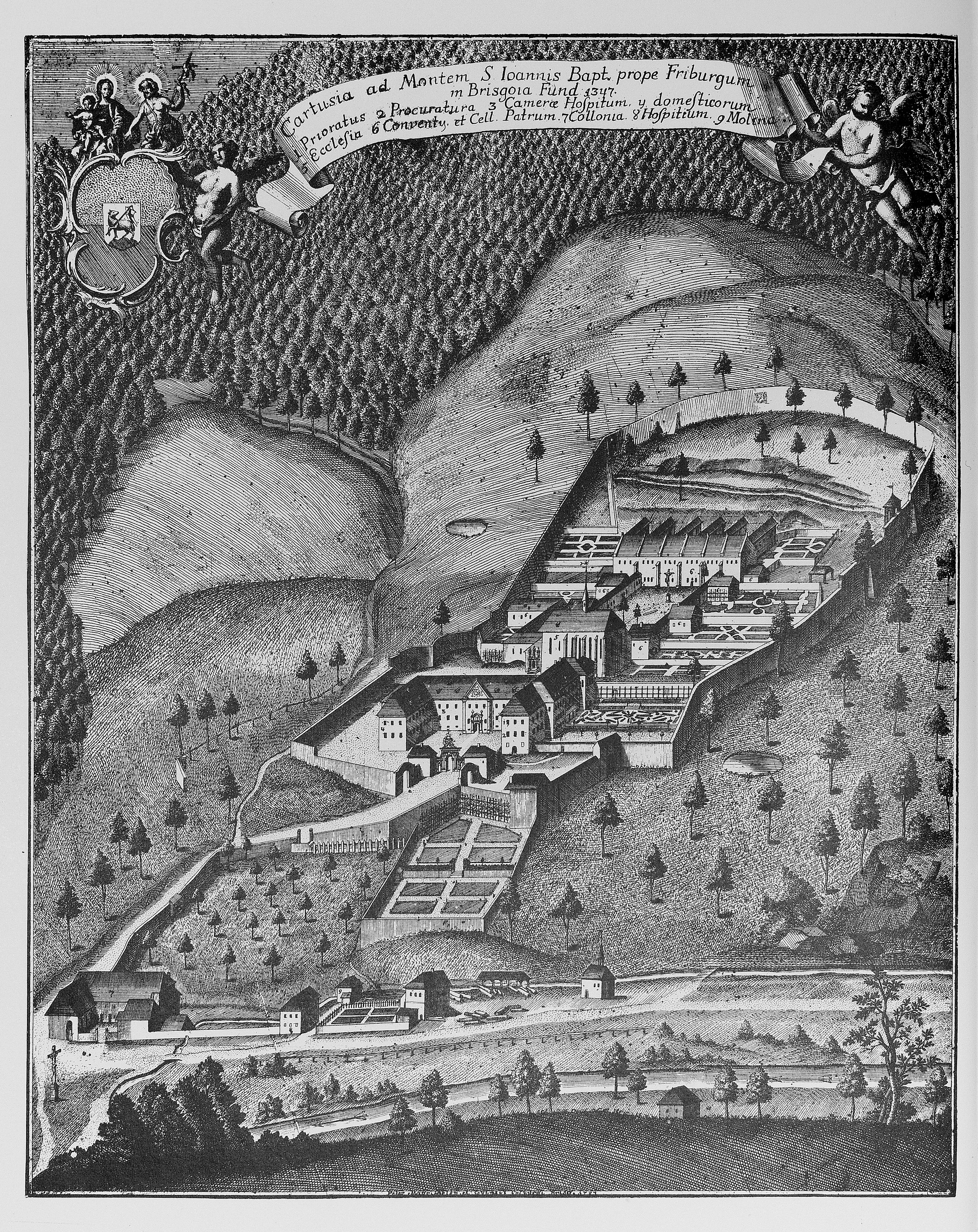
Kupferstich der Kartause von Peter Mayer, 1771

Im Laufe der Zeit entstand eine umfangreiche Klosterbibliothek, die sich vor allem aus Schenkungen von neu ins Kloster eingetretenen Mitgliedern, sowie aus testamentarischen Nachlässen von Universitätsprofessoren und dem Klerus der weiteren Umgebung des Klosters zusammensetzte; so erbte das Kloster beispielsweise 1537 die umfangreiche Bibliothek (etwa 390 Bücher) und den Besitz des Münsterpredigers Otmar Nachtgall, der auch auf dem Klosterfriedhof begraben wurde.
1569 trat in Freiburg der adelige Speyerer Domherr Caspar Schliederer von Lachen († 1585) unter Verzicht seiner bisherigen Kanonikate in den Kartäuserorden ein; 1574 wählte man ihn hier, 1575 in der Kartause Buxheim zum Prior, später wurde er Ordensprovinzial. Sein Bruder Wilhelm Schliederer von Lachen übernahm 1581 auf Empfehlung des Päpstlichen Nuntius die Stelle eines Hofmeisters beim achtjährigen Prinzen Maximilian von Bayern, dem späteren Kurfürsten Maximilian I.

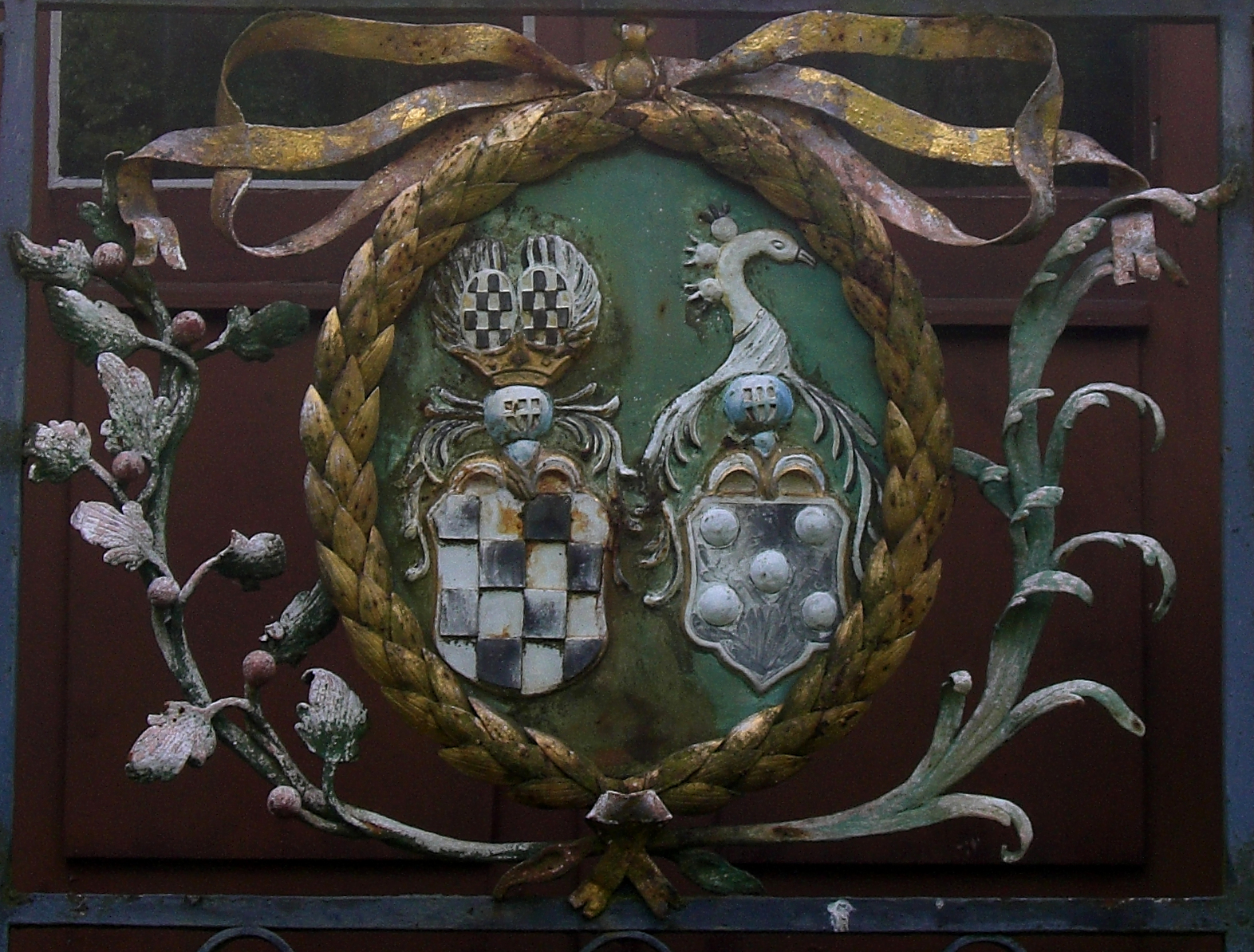
Wappen an der Kirchenrückseite

Eine Zäsur bedeuteten die Verwüstungen durch schwedische Heere während des Dreißigjährigen Krieges. Die Mönche fanden, wie viele andere Kartäuser auch, in der Schweizer Kartause Ittingen Zuflucht. Die Freiburger Kartause wurde von 1753 bis 1756 erweitert, indem man vor den mittelalterlichen Klausurtrakt eine barocke dreiflügelige Ehrenhofanlage zur Unterbringung von Prälatur und Gästetrakt setzte. Der Versuch des Priors, den Prälatenstand zu erreichen, führte zu einer innerklösterlichen Revolte, die 1781 beigelegt wurde. Mit der Begründung: Jene Orden können Gott nicht gefällig sein, die sich nicht mit Krankenpflege und Jugenderziehung beschäftigen, also dem Nächsten ganz und gar unnütz sind, ordnete Kaiser Joseph II. in einem Erlass vom 12. Januar 1782 auch die Aufhebung aller Kartäuserklöster an. Die Freiburger Kartäuser wurden am 13. Februar 1782 aufgefordert, binnen fünf Monaten ihr Kloster aufzugeben.

### Säkularisation
Nach Auflösung des Klosters fielen Gebäude und Grundbesitz an den Staat und wurden 1783 an Franz Anton Freiherrn von Baden, den letzten Präsidenten der Breisgauer Landstände, verkauft. Die Kartause wurde zum Adels-Landsitz umfunktioniert, das schlossartige Priorat diente als Wohnhaus, der Kreuzgang mit den Zellen wurde zugunsten einer Parkanlage abgerissen, die Kirche blieb erhalten. 

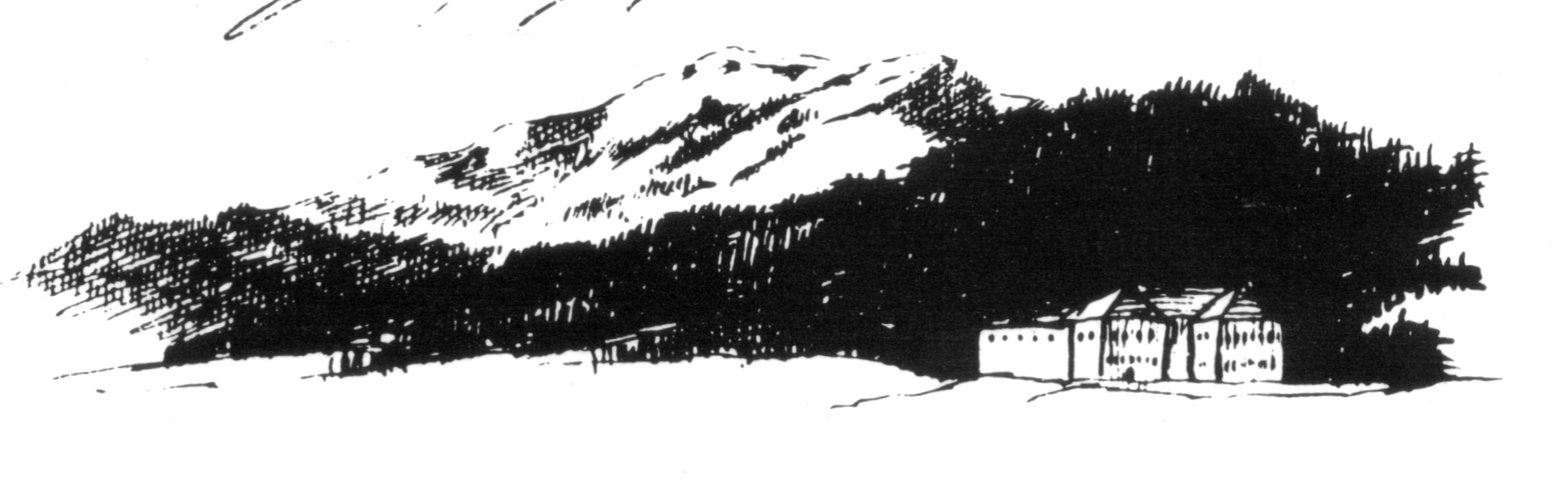
Skizze der Kartause aus dem Tagebuch von Felix Mendelssohn Bartholdy, der 1837 auf seiner Hochzeitsreise Freiburg passierte

 Die kostbaren Glasfenster wurden an verschiedene Gemeinden verkauft. Die Bibliothek wurde aufgelöst und zerstreut, nur wenige Inkunabeln sind heute noch in der Freiburger Universitätsbibliothek nachzuweisen. 
Erbe von Franz Anton war sein Sohn Anton Karl. Als dieser 1830 ohne Nachkommen verstarb, ging die Kartaus an seinen Neffen Bruno Freiherrn v. Türkheim über. 1879 erwarb sie der Privatmann H. W. Lüps.

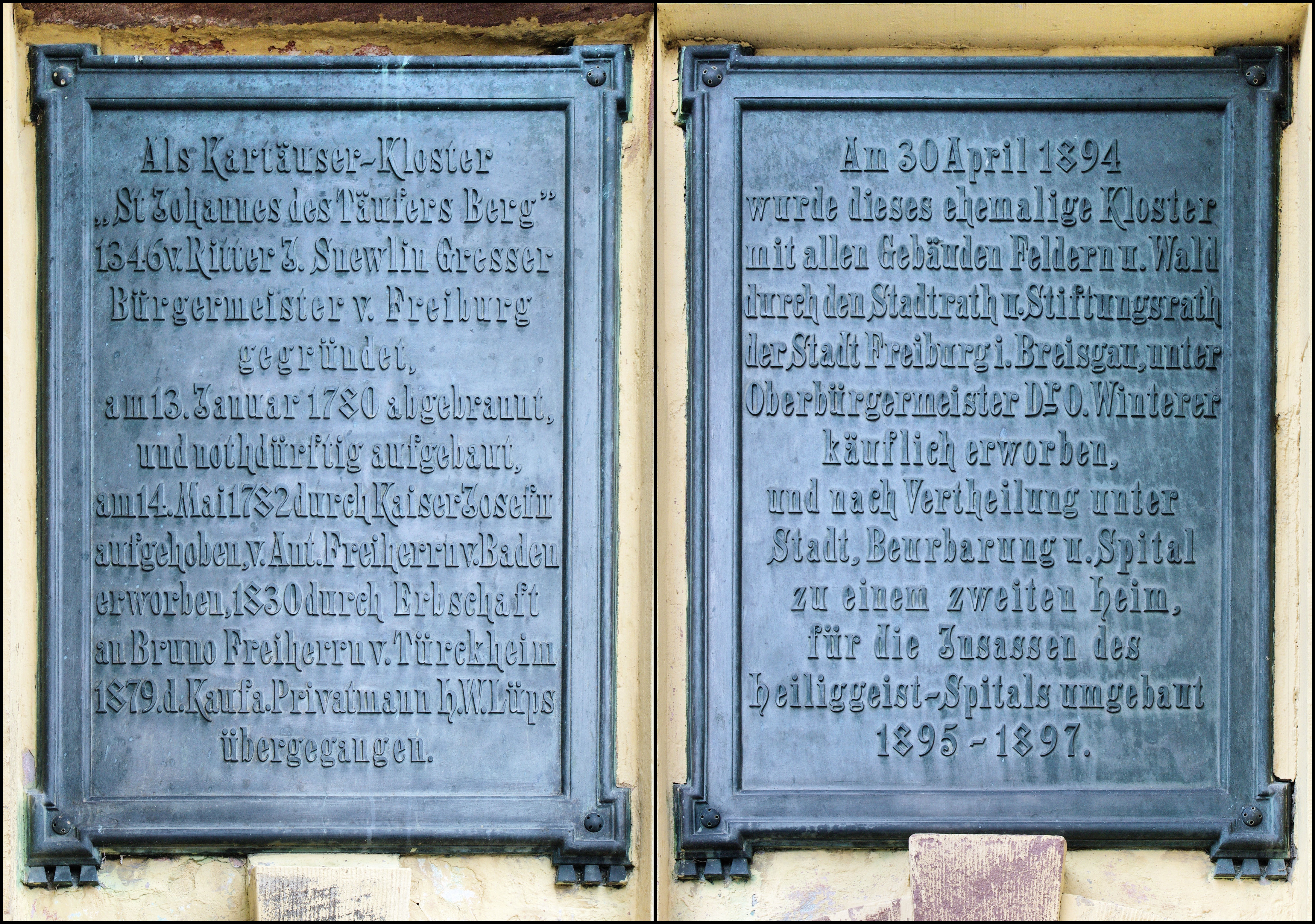
Infotafeln am Haupteingang zur Geschichte der Kartause

### Altenpflegeheim
1894 übernahm die Freiburger Stiftungsverwaltung die Anlage und richtete in ihr ein Altersheim ein. Nach dem Umbau bot die Anlage 200 Pfründnern Platz. Im Jahre 1897 bezog der Stadtpfarrer von Sankt Martin, Heinrich Hansjakob, vermittelt durch den Oberbürgermeister und Stiftungsratsvorsitzenden Otto Winterer, drei Räume. Diese Räume waren als Gedenkstätte bis 2012 erhalten.
Nach der Umwandlung in ein Pflegeheim – ein neues Altenheim wurde in der zweiten Hälfte des 20. Jahrhunderts unmittelbar neben den alten Klostergebäuden erbaut – wäre nach dem Jahr 2000 eine Sanierung dringend erforderlich gewesen. Da diese wirtschaftlich nicht vertretbar war, wurde im Stadtteil Waldsee das Haus Katharina Egg für die Bewohner erbaut. Die letzten Bewohner zogen im Dezember 2008 aus. In der Folge wurden die Räumlichkeiten bis zur Fertigstellung des Zentralen Kunstdepots Freiburg im Mai 2012 als Zwischendepot für die Städtischen Museen Freiburg genutzt.

### UWC Robert Bosch College
Nach ausführlichen Umbauten und Erweiterungen – unter anderem wurden auf einem Hang östlich der bestehenden Gebäude einige Schüler- und Lehrerwohnhäuser errichtet – stehen die Gebäude für eine Nutzung durch das erste und einzige deutsche der dann 14 United World Colleges (UWC) zur Verfügung. Die Robert-Bosch-Stiftung und die Robert Bosch GmbH stellten hierfür aus Anlass von Robert Boschs 150. Geburtstag etwa 40 Millionen Euro zur Verfügung. Robert Bosch war mit Kurt Hahn, dem Initiator der UWC befreundet. Im September 2014 nahm das UWC Robert Bosch College mit 100 Schülern aus etwa 70 Nationen seinen Betrieb auf. 2015 folgte ein weiterer Jahrgang mit 100 Schülern. Nach einem Schulbesuch von zwei Jahren können die Schüler, die aus allen Schichten kommen und von denen etwa ein Viertel aus Deutschland stammt, einen internationalen Schulabschluss erwerben.

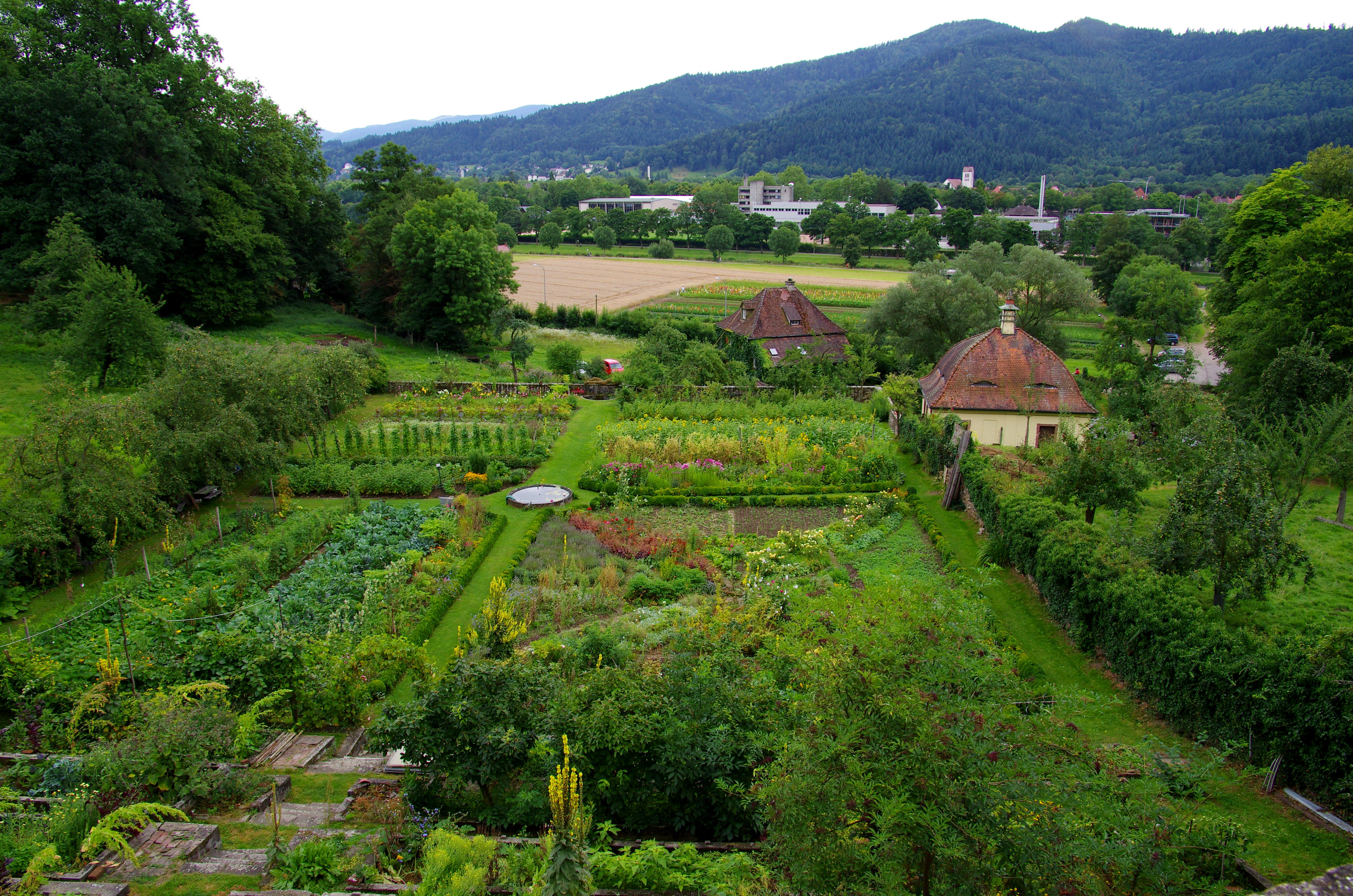
Der Klostergarten mit Blick ins Dreisamtal

## Klostergarten
Unterhalb des Hauptgebäudes liegt der Kuchelgarten (Küchengarten) der barocken Klosteranlage, der heute als Schulgarten des UWC Robert Bosch College eine wichtige umweltpädagogische Aufgabe erfüllt.

## Meierhof

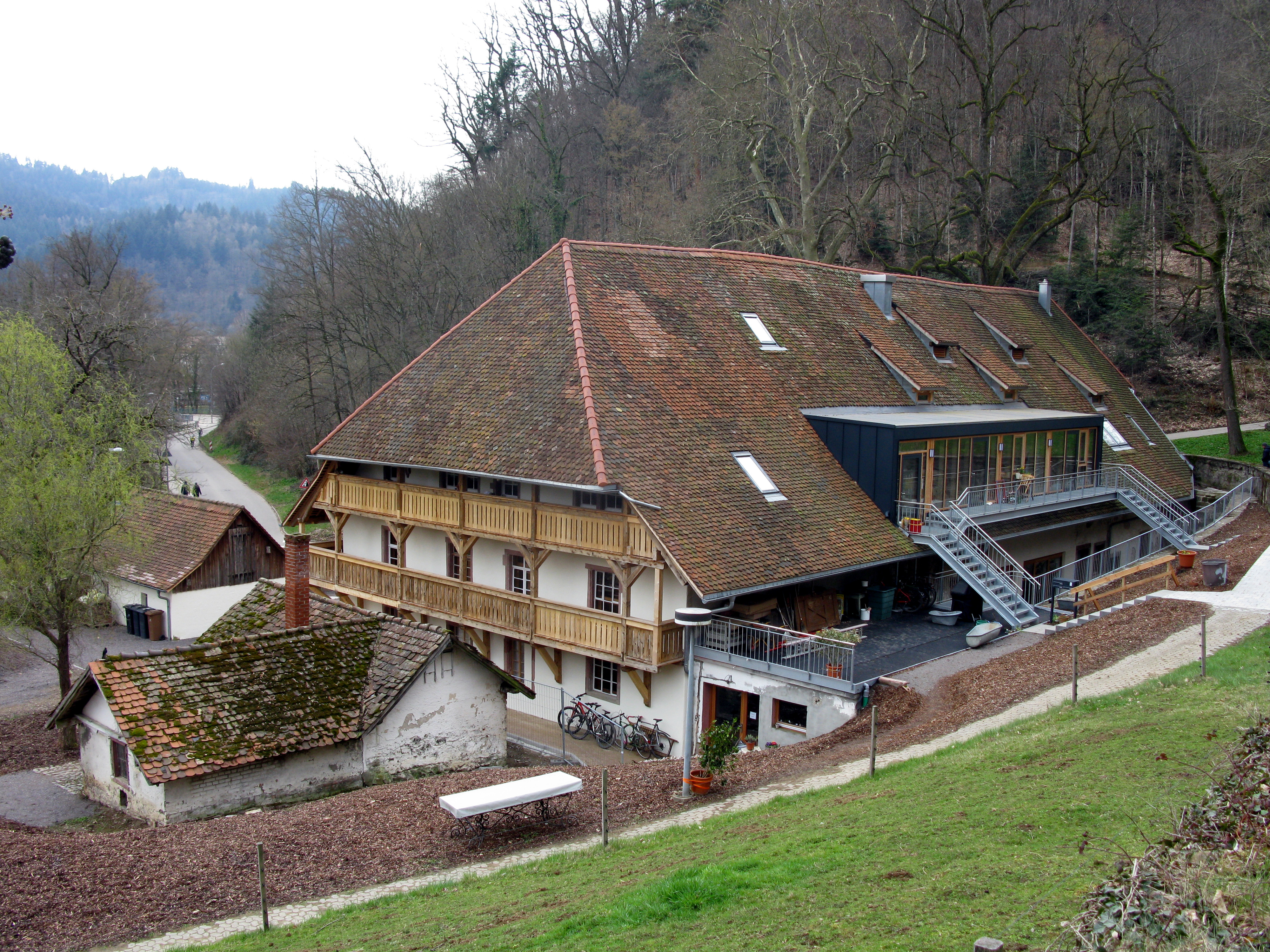
Der restaurierte Meierhof 2021

Der ab 1745 gebaute Meierhof ist Teil des Ensembles, das zum „Kulturdenkmal von besonderer Bedeutung“ erklärt wurde. Es sollte zu Lehrerwohnungen umgebaut werden. Ein Gutachten von 2015 hatte jedoch ergeben, dass die Schäden so groß sind, dass nach der Sanierung kaum historische Substanz übrig bliebe und der Hof kein Denkmal mehr wäre. Der Denkmalschutz gab ihn zum Abriss frei. Das rief Proteste u. a. vom Bürgerverein Oberwiehre-Waldsee hervor. Altbausanierer Willi Sutter legte ein Konzept vor, das die Robert-Bosch-Stiftung prüfte. Sie hatte das Kartaus-Ensemble 2011 von der Freiburger Heiliggeistspitalstiftung gekauft und für 44 Millionen Euro zum United-World-College umgebaut. Das Grundstück erhielt sie nur in Erbbaurecht. „Diese Projektkostenrechnung hat gezeigt, dass eine zentrale Herausforderung in der wirtschaftlichen Umsetzbarkeit der Sanierung besteht“, meint Julia Rommel, Sprecherin der Robert-Bosch-Stiftung Anfang 2017. Inzwischen hatte auch die Stadtverwaltung Interesse bekundet, das Gebäude zu erhalten. Im Herbst 2017 sind die beteiligten Parteien überein gekommen den Hof zu erhalten und zu sanieren. Dazu hatte die Heiliggeistspitalstiftung die Meierhof GbR begründet, um das Gebäude wirtschaftlich zu sanieren. 12 Mietwohnungen sollen entstehen und zum größten Teil vom Robert Bosch College für dessen Lehrer angemietet werden. 2019 begannen die Sanierungsarbeiten und waren Ende 2020 abgeschlossen. 90 Prozent des Hofes konnte saniert und erhalten werden.